# 맬컴 (맥베스)
맬컴(Malcolm)은 윌리엄 셰익스피어의 희곡 『맥베스』에 등장하는 인물이다. 실존인물인 말 콜룸 막 돈카다가 모델이다. 던컨의 장남이고 도널베인의 형이다.
1막 2장에서 처음 등장해 부사관과 맥베스의 전공에 관해 이야기를 한다. 1막 4장에서 부왕 던컨과 전 코더 종사를 처형하는 건에 관해 이야기한다. 맥베스가 들어오자 개선장군에게 축하를 건넨다. 같은 장에서 던컨은 맬컴이 자신의 후계자라고 선언한다. 세 명의 마녀의 예언을 듣고 와 야심이 싹트기 시작하던 맥베스는 이것을 언짢아한다.
2막 2장에서 맥베스가 던컨을 살해할 때 맥베스의 성에 맬컴도 손님으로 와 있었다. 맬컴과 도널베인 형제는 2막 3장에서 부왕의 죽음을 알게 된다. 시해범으로 의심받은 맬컴은 바로 왕위를 계승받지 못한다. 그러자 맬컴 형제는 낌새를 읽고 국외로 도피하기로 한다. 도널베인은 아일랜드로, 맬컴은 잉글랜드로 망명한다. 두 왕자가 도망가자 의심이 더더욱 커지고, 던컨의 사촌으로서 맥베스가 왕위를 계승한다.
4막 3장에서 맬컴은 역시 맥베스를 피해 망명한 맥더프를 만난다. 맬컴은 맥더프의 충성심을 시험하고, 그를 믿게 된다. 얼마 뒤 맥더프의 일가족이 살해당했다는 소식이 당도하자 맬컴은 맥더프에게 자신을 도와 맥베스를 타도하라고 충동한다. 맥더프가 그에 동의하고 복수를 맹세하면서 4막 3장이 끝난다. 이 장에서 맬컴은 맥더프에게 사내다움이란 단순히 사나움만을 의미하는 것이 아니며, 상실에 슬퍼할 줄도 알아야 함을 배운다.
맬컴은 잉글랜드에서 거병하고 맥더프와 함께 스코틀랜드를 향해 진군한다. 맥베스의 기행에 질려 있던 스코트인 귀족들은 맬컴에게 붙기 시작한다. 5막 4장에서 맬컴은 시워드라는 잉글랜드인 귀족과 그 장교들과 전략에 관해 토론하고 맥베스의 방어전술이 무엇인지 탐색한다. 5막 6장에서 맬컴, 맥더프, 시워드가 군사를 지휘해 맥베스의 거성 둔시네인으로 진군하면서 전투가 시작된다. 맥더프가 맥베스와 싸워 죽이고 그 목을 효수하여 맬컴이 왕이라고 선언한다.
희곡이 끝나기 직전, 맬컴은 자신과 폭군 맥베스를 비교하는 연설을 한다. 이 연설에서 맬컴은 맥더프를 비롯한 여러 사람에게 백작 작위를 내린다. 맬컴의 이 마지막 장광설은 걸작의 용두사미라는 평가가 있다. 또 맥베스를 죽여야 할 이유가 충분히 명백한 맬컴이나 플레언스(마녀들의 세 번째 예언에서 그 후손이 왕이 되리라 예언된)를 두고 맥더프가 맥베스를 죽이는 것도 뜬금없다는 비평도 있다.

## 참고 자료
- Gibson, Rex (2014).  Gibson, Rex, Linzy Brady, David James, Vicki Wienand and Richard Andrews, 편집. Macbeth (Cambridge School Shakespeare). Cambridge University Press. ISBN 1107615496.
- Gill, Roma (2009). Macbeth: Oxford School Shakespeare). Oxford University Press. ISBN 0198324006.
- Thompson, Ann (2014). Macbeth: The State of Play (Kindle Edition). Bloomsbury Arden Shakespeare. ISBN 1408159821.